# Tadeusz Kaube

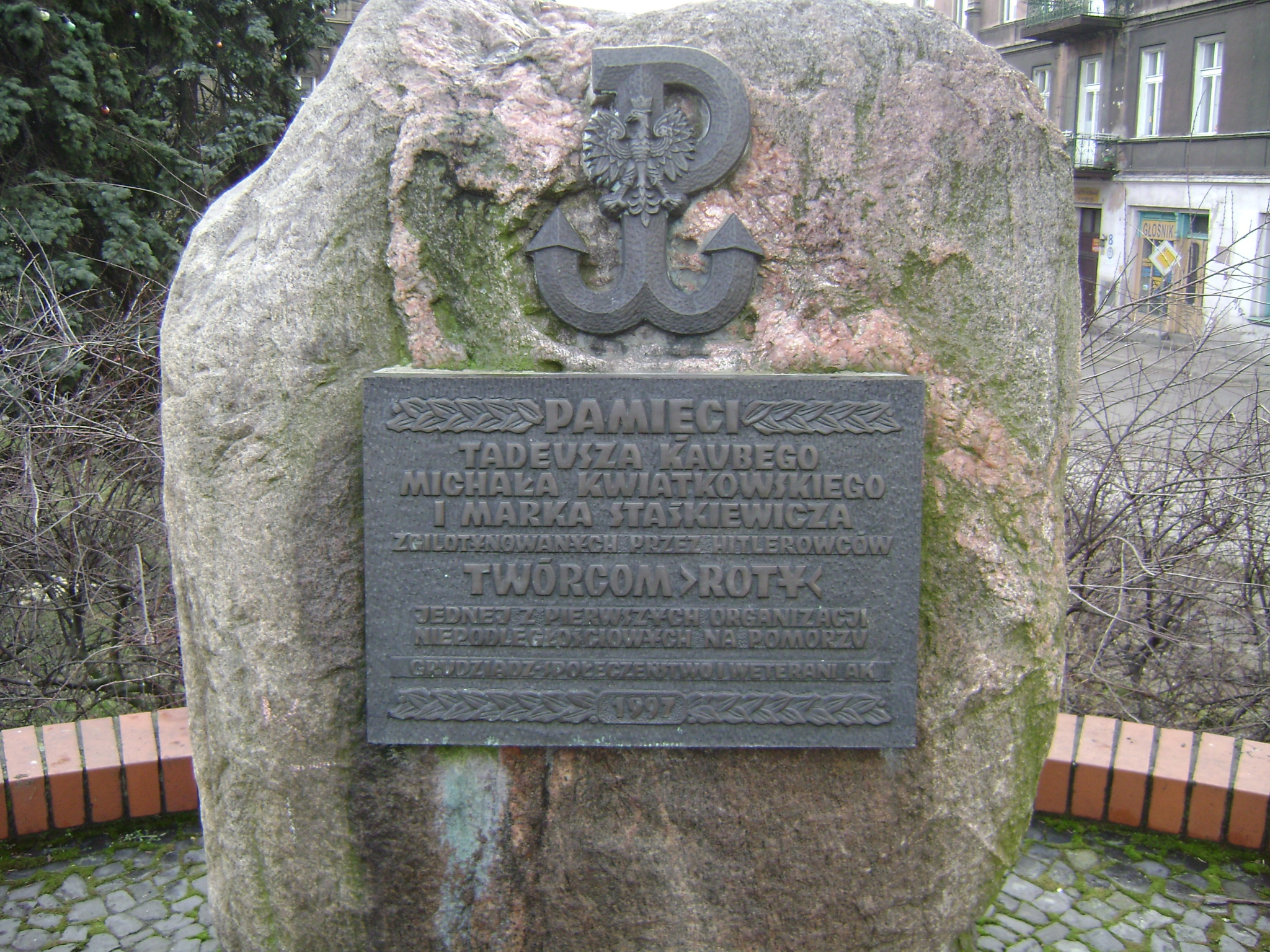
Tablica poświęcona przywódcom "Roty"

Tadeusz Kaube (ur. 5 lipca 1921 w Bydgoszczy, zm. 20 stycznia 1942 w Poznaniu) – założyciel i przywódca pomorskiej organizacji konspiracyjnej Rota.

## Życiorys
Był synem Franciszka Kaube, właściciela kina Apollo w Grudziądzu i Heleny z domu Kaja. Uczęszczał do szkoły powszechnej i gimnazjum w Grudziądzu. W 1938 r. zdał tzw. małą maturę. Następnie rozpoczął naukę na Wydziale Budownictwa Państwowej Szkoły Technicznej w Toruniu. Brał udział w szkoleniu w ramach Przysposobienia Wojskowego. Latem 1939 r. zaciągnął się jako ochotnik do kompanii junaków PW w Batalionie Obrony Narodowej "Świecie". W jego szeregach uczestniczył w wojnie obronnej 1939 r. w obronie Grudziądza. Od 3 września brał udział wraz z oddziałami 16 Dywizji Piechoty w walkach odwrotowych z Niemcami. Podczas bitwy nad Bzurą jego kompania została włączona do spieszonego pododdziału marynarzy z Oddziału Wydzielonego Rzeki Wisły. Udało mu się przedostać do Warszawy, a po jej kapitulacji, powrócić na Pomorze. Początkowo przebywał u swojego szwagra rtm. Andrzeja Niedzielskiego, który wprowadził go w tajniki pracy konspiracyjnej. Powróciwszy do Grudziądza, w grudniu 1939 r. utworzył jedną z pierwszych pomorskich organizacji podziemnych o nazwie Rota, skupiającej uczniów miejscowych szkół. Stanął na czele jej Rady Okręgowej. Prowadził działalność werbunkowo-organizacyjną, czynił przygotowania do wydawania podziemnego biuletynu z wiadomościami pochodzącymi z nasłuchu radiowego. Prawdopodobnie od samego początku był inwigilowany przez konfidenta gestapo plut. Alfonsa Lipowskiego, którego poznał jeszcze w trakcie walk wrześniowych. Niemcy nie chcieli go jednak na razie aresztować, licząc na szersze rozpoznanie polskiej konspiracji. W maju 1940 r. T. Kaube zorientował się, że jest śledzony i wyjechał do Warszawy, gdzie jednak zamieszkał w mieszkaniu podsuniętym mu przez A. Lipowskiego. 1 czerwca 1940 r. został ostatecznie aresztowany i przewieziony do siedziby gestapo w Grudziądzu. Podczas śledztwa był torturowany, ale nie załamał się. W dniach 9 – 17 września 1941 r. przed sądem wojennym odbył się jego proces, w wyniku którego skazano go na karę śmierci. Został zgilotynowany 20 stycznia 1942 r.  w niemieckim więzieniu w Poznaniu.